# Popping

Ballerino di popping

Il popping è uno stile di danza funk e danza hip hop basato sulla tecnica della rapida contrazione e successivo rilassamento dei muscoli, che causa una sorta di scatto nel corpo del ballerino, chiamato pop (schiocco) o hit (colpo). Queste contrazioni sono eseguite continuamente al ritmo di musica in combinazione con altri stili mimici.
Il Popping è anche utilizzato come termine ombrello sotto cui ricadono diversi stili e tecniche di danza che sono spesso combinate al vero e proprio popping per creare una esibizione maggiormente varia. L'effetto del popping si dimostra particolarmente surrealistico quando accosta il ballerino umano ai movimenti innaturali che vengono eseguiti. Come altre danze di strada, il popping è eseguito di solito all'interno di battle e sviluppa movimenti atti ad irridere l'avversario.
Generalmente si fa risalire la nascita del popping negli anni 1970 in California, originariamente ispirato al locking. Questa danza fu successivamente incorporata nella scena delle danze hip hop e elettroniche.

## Storia

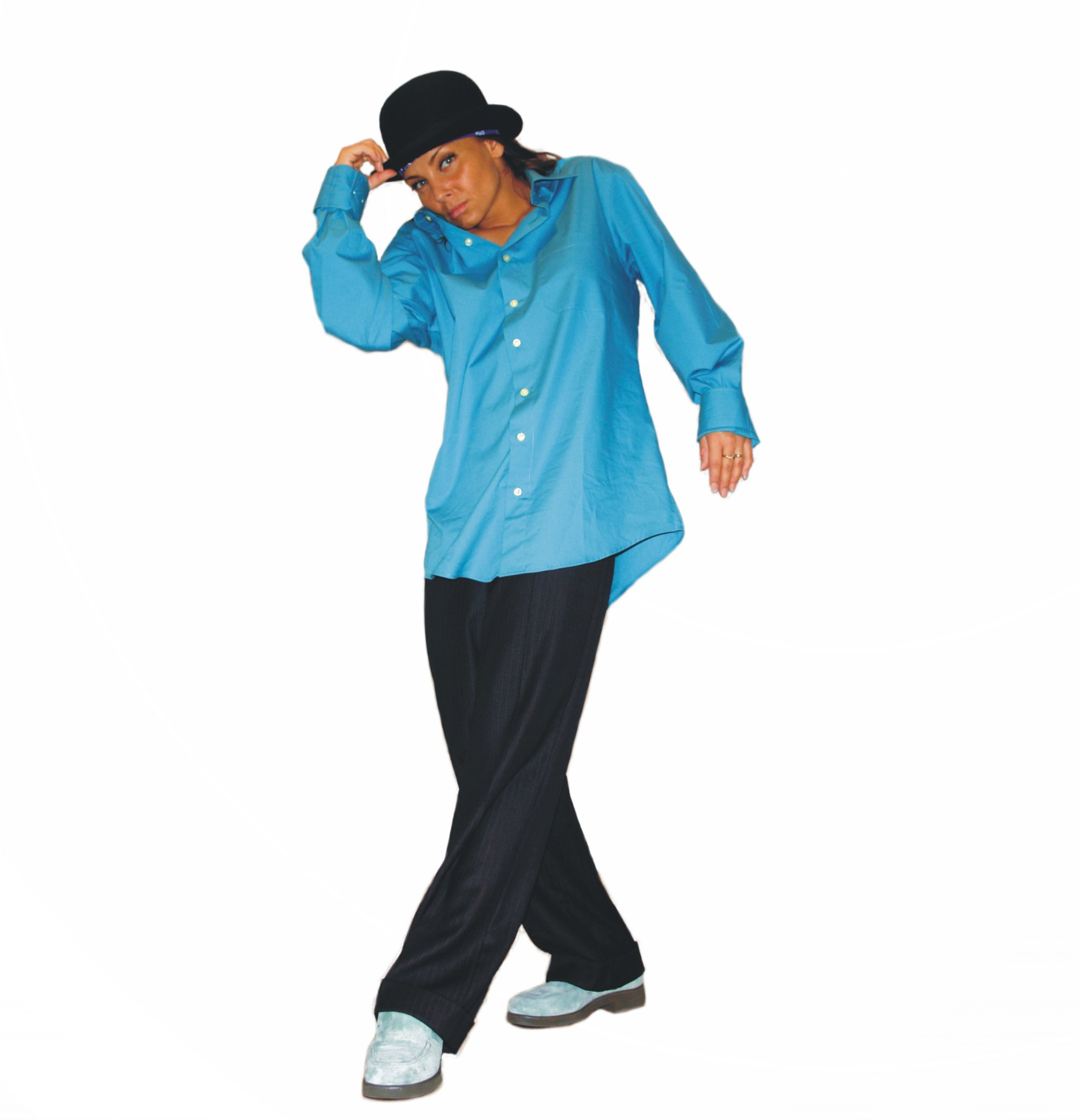
Una ballerina intenta nel walkout

Nei tardi anni '70 un gruppo di popping chiamato Electric Boogaloos (inizialmente Electronic Boogaloo Lockers) rese celebre il genere, assieme ad altri stili ad esso correlati, esibendosi in TV in un programma chiamato Soul Train. Gli Electric Boogaloos stessi hanno dichiarato che il loro fondatore Boogaloo Sam fornì le prime tecniche del popping e le basi dello stile electric boogaloo negli anni '70, dopo essere stato ispirato da uno dei gruppi pionieri del locking: The Lockers.
Sono diverse le conferme che gli Electric Boogaloos di fatto fondarono il popping ed alcuni degli stili ad esso legati, mentre per altri il popping viene fatto risalire almeno alla fine degli anni 1960 ad Oakland, California, ovvero prima che gli Electric Boogaloos iniziassero la loro attività.
Spesso i mass media hanno confuso la complessa struttura degli stili di danza funk chiamandoli semplicemente break dance. Il film Breakdance, la popolarità guadagnata da Michael Jackson e Kwane Wilkinson (California Soul) hanno contribuito a questa confusione, finendo per far associare il cosiddetto moonwalking (conosciuto come backsliding nella terminologia popping) alla breakdance piuttosto che al popping.

## Tecniche e stili
Ci sono svariate tecniche ed altrettanti stili che sono spesso combinati con il popping per creare una performance di ballo maggiormente personale e varia. Quando si usa popping come termine ombrello, questi stili e queste tecniche possono essere considerati parte dello stesso.

## Poppers famosi
Qualunque inserimento di un nuovo nominativo deve essere accompagnato da citazione di una fonte come interviste, presenza su film, libri o articoli di riviste
- Kris [4]
- "Boogaloo" Sam Solomon[5]
- "Boppin" Andre Diamond[2]
- David "Elsewhere" Bernal

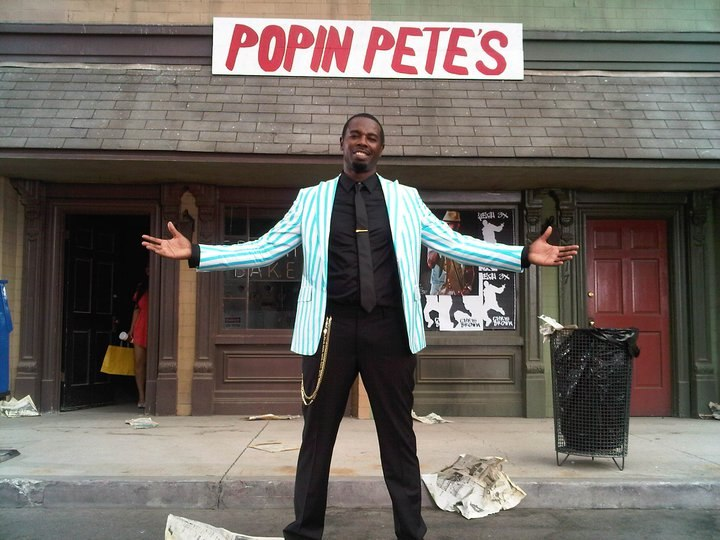
Popin' Pete sul set del videoclip di Yeah 3X di Chris Brown

- Paul "Cool Pockets" Guzman-Sanchez[6]
- Michael "Boogaloo Shrimp" Chambers[7]
- Steffan "Mr. Wiggles" Clemente
- Bruno "Poppin Taco" Falcon
- Damon "Mr Rubberband Man" Frost[8]
- Timothy "Poppin Pete" Solomon[9]
- Nam Hyun Joon "Poppin Hyun Joon"
- Michael Jackson
- Bruce Ykanji
- Salah[10]
- Kite
- Marcus Haley
- Swan[11]